# تفسير الماوردي (النكت والعيون)
تفسير الماوردي أحد كتب تفسير القران الكريم، ألفه الماوردي.

## أسلوب التفسير
اقتصر الماوردي في تفسيره على تفسير ما خفي من آيات القرآن الكريم، وجمع فيه بين أقوال السلف والخلف، مُضيفًا إلى ذلك ما ظهر له من معنى محتمل، مُرتبًا له ترتيبًا بديعًا، فهو يحصر الأقوال الكثيرة في تأويل الآية في عدد، ثم يفصلها الأول فالثاني فالثالث، وينسب كل قول إلى قائله غالبًا، مع توجيه لبعض الأقوال وترجيحها، وقد يتركها دون توجيه وترجيح. كما اعتنى فيه بالتفسيرات اللغوية، موضحا لها بضرب الأمثال، والاستشهاد عليها بالشعر، ويربطها بالمعنى المراد من الآية في إيجاز.
ومما امتاز به الكتاب: جمعه لأقوال والخلف التي قيلت في تفسير الآية، وتحليلاته اللغوية الدقيقة في بيان مفردات الآية، ومنهجه الدقيق في حصر الأقوال، وأنه لم يقتصر على المأثور فقط بل جمع فيه بالإضافة للمأثور ذكر الوجوه والقراءات، والأحكام الفقهيات، وأخيرًا مكانت المؤلف في الفقه الشافعي.

## سبب التأليف
قال الماوردي في مقدمة كتابه: «ولما كان الظاهر الجلي مفهومًا بالتلاوة، وكان الغامض الخفي لا يعلم إلا من وجهين: نقل واجتهاد، جعلت كتابي هذا مقصورًا على تأويل ما خفي علمه، وتفسير ما غمض تصوره، جعلته جامعًا بين أقوال السلف والخلف، وموضحًا عن المؤتلف والمختلف، وذاكرًا ماسنح به الخاطر من معنى محتمل، عبرت عنه بأنه محتمل ليتميز ماقيل مما قلته، ويعلم ما استخرج مما استخرجته، وعدلت عما ظهر معناه من فحواه، اكتفاء بفهم قارئه وتصور تاليه، ليكون أقرب مأخذًا وأسهل مطلبًا، وقدمت لتغسيره فصولًا تكون لعلمه أصولًا، يتضح منها نا اشتبه تأويله، وخفي دليله».